# Championnats d'Europe d'athlétisme 1994
Navigation
Les 16e Championnats d'Europe d'athlétisme ont eu lieu du 7 au 14 août 1994 au Stade olympique d'Helsinki. La capitale finlandaise accueille cette compétition continentale pour la deuxième fois, après l'édition de 1971.

## Faits marquants
- Une nouvelle épreuve fait son apparition lors de ces Championnats d'Europe : le triple saut féminin. L'Allemagne de l'Ouest et Allemagne de l'Est sont maintenant unifiées alors que les pays de l'ex-Union soviétique et de l'ex-Yougoslavie concourent sous leurs propres couleurs.
- Le public finlandais est fin connaisseur de l’athlétisme et les tribunes sont quasi pleines. Ils sont près de 40 000, le lundi pour la finale du javelot masculin. Le temps, agréable en début de semaine, va devenir un peu plus frisquet au fil des jours jusqu’à être pluvieux le samedi lors de l’épreuve de la perche du décathlon.
- Ces championnats d’Europe d’Helsinski sont d’un niveau moyen par rapport à ceux de Split de 1990. Chez les hommes, seuls 8 vainqueurs sur les 24 épreuves, ont une performance supérieure à ceux de 1990. Chez les femmes, 8 vainqueurs sur les 19 épreuves, ont une performance supérieure à celles de 1990. Aucun record du monde ou d’Europe n’est battu.
- À noter néanmoins, la valeur des 3 concours de saut chez les hommes : la hauteur avec 6 sauteurs qui tentent 2m31 et 3 encore qui tentent 2m35, la perche avec 2 athlètes qui tentent 6m et le triple saut avec 2 athlètes au-delà des 17m50.
- La sprinteuse russe Irina Privalova est la multi-médaillée de ces championnats avec ses 2 médailles d’or sur 100 et 200m et la médaille d’argent au relais russe du 4x100m.
- 2 athlètes font la passe de 3 après Stuttgart en 1986 et Split en 1990 : Linford Christie (GB)  sur 100m et Heike Drechsler (Allemagne) en longueur. Chez les hommes, Colin Jackson (GB) sur 110m haies, la France au relais 4x100m , la Grande Bretagne au relais 4x400m, Rodion Gatauline (Russie) à la perche, et Steve Backley (GB) au javelot obtiennent leur second titre d’affilée. Chez les femmes, Ilke Willuda (Allemagne) au disque et Sabine Braun (Allemagne)  à l’heptathlon font de même.
- Au nombre de médailles d’or, l’unification des 2 Allemagne éteint l’hégémonie de l’ex Allemagne de l’Est. La Grande Bretagne faiblit par rapport à 1990. la Norvège crée la surprise avec 3 titres.

## Résultats

### Hommes
| Épreuves          | Or                                                                               | Argent                                                                                             | Bronze                                                                           |
| ----------------- | -------------------------------------------------------------------------------- | -------------------------------------------------------------------------------------------------- | -------------------------------------------------------------------------------- |
| 100 m             | Linford Christie (GBR) 10 s 14                                                   | Geir Moen (NOR) 10 s 20                                                                            | Aleksandr Porkhomovskiy (RUS) 10 s 31                                            |
| 200 m             | Geir Moen (NOR) 20 s 30                                                          | Vladyslav Dolohodin (UKR) 20 s 47                                                                  | Patrick Stevens (BEL) 20 s 68                                                    |
| 400 m             | Duaine Ladejo (GBR) 45 s 09                                                      | Roger Black (GBR) 45 s 20                                                                          | Mathias Rusterholz (SUI) 45 s 96                                                 |
| 800 m             | Andrea Benvenuti (ITA) 1 min 46 s 12                                             | Vebjørn Rodal (NOR) 1 min 46 s 53                                                                  | Tomas de Teresa (ESP) 1 min 46 s 56                                              |
| 1 500 m           | Fermin Cacho (ESP) 3 min 35 s 27                                                 | Isaac Viciosa (ESP) 3 min 36 s 01                                                                  | Branko Zorko (CRO) 3 min 36 s 88                                                 |
| 5 000 m           | Dieter Baumann (GER) 13 min 36 s 93                                              | Rob Denmark (GBR) 13 min 37 s 50                                                                   | Abel Antón (ESP) 13 min 38 s 04                                                  |
| 10 000 m          | Abel Antón (ESP) 28 min 06 s 03                                                  | Vincent Rousseau (BEL) 28 min 06 s 63                                                              | Stéphane Franke (GER) 28 min 07 s 95                                             |
| Marathon          | Martin Fiz (ESP) 2 h 10 min 31 s                                                 | Diego García (ESP) 2 h 10 min 46 s                                                                 | Alberto Juzdado (ESP) 2 h 11 min 18 s                                            |
| 110 m haies       | Colin Jackson (GBR) 13 s 08                                                      | Florian Schwarthoff (GER) 13 s 16                                                                  | Tony Jarrett (GBR) 13 s 23                                                       |
| 400 m haies       | Oleh Tverdokhlib (UKR) 48 s 06                                                   | Sven Nylander (SWE) 48 s 22                                                                        | Stéphane Diagana (FRA) 48 s 23                                                   |
| 3 000 m steeple   | Alessandro Lambruschini (ITA) 8 min 28 s 68                                      | Angelo Carosi (ITA) 8 min 29 s 81                                                                  | William Van Dijck (BEL) 8 min 30 s 93                                            |
| 20 km marche      | Mikhail Shchennikov (RUS) 1 h 18 min 45 s                                        | Yevgeniy Misyulya (BLR) 1 h 19 min 22 s                                                            | Valentin Massana (ESP) 1 h 20 min 33 s                                           |
| 50 km marche      | Valeriy Spitsyn (RUS) 3 h 41 min 07 s                                            | Thierry Toutain (FRA) 3 h 43 min 52 s                                                              | Giovanni Perricelli (ITA) 3 h 43 min 55 s                                        |
| 4 × 100 m         | France Hermann Lomba Éric Perrot Jean-Charles Trouabal Daniel Sangouma 38 s 57   | Ukraine Serhiy Osovich Oleh Kramarenko Dmytro Vanyaikin Vladyslav Dolohodin 38 s 98                | Italie Ezio Madonia Domenico Nettis Giorgio Marras Sandro Floris 38 s 99         |
| 4 × 400 m         | Royaume-Uni David McKenzie Roger Black Brian Whittle Duaine Ladejo 2 min 59 s 13 | France Pierre-Marie Hilaire Jacques Farraudière Jean-Louis Rapnouil Stéphane Diagana 3 min 01 s 11 | Russie Mikhail Vdovin Dmitriy Bey Dmitriy Kosov Dmitriy Golovastov 3 min 03 s 10 |
| Saut en hauteur   | Steinar Hoen (NOR) 2,35 m                                                        | Artur Partyka (POL) 2,33 m                                                                         | non décernée                                                                     |
| Saut en hauteur   | Steinar Hoen (NOR) 2,35 m                                                        | Steve Smith (GBR) 2,33 m                                                                           | non décernée                                                                     |
| Saut en longueur  | Ivailo Mladenov (BUL) 8,09 m                                                     | Milan Gombala (CZE) 8,04 m                                                                         | Konstadínos Koukodímos (GRE) 8,01 m                                              |
| Saut à la perche  | Rodion Gataullin (RUS) 6,00 m                                                    | Igor Trandenkov (RUS) 5,90 m                                                                       | Jean Galfione (FRA) 5,85 m                                                       |
| Triple saut       | Denis Kapustin (RUS) 17,62 m                                                     | Serge Helan (FRA) 17,55 m                                                                          | Māris Bružiks (LAT) 17,20 m                                                      |
| Lancer du poids   | Oleksandr Klymenko (UKR) 20,78 m                                                 | Oleksandr Bagach (UKR) 20,34 m                                                                     | Roman Virastyuk (UKR) 19,59 m                                                    |
| Lancer du disque  | Vladimir Dubrovshchik (BLR) 64,78 m                                              | Dmitri Chevtchenko (RUS) 64,56 m                                                                   | Jürgen Schult (GER) 64,18 m                                                      |
| Lancer du javelot | Steve Backley (GBR) 85,20 m                                                      | Seppo Räty (FIN) 82,90 m                                                                           | Jan Železný (CZE) 82,58 m                                                        |
| lancer du marteau | Vasiliy Sidorenko (RUS) 81,10 m                                                  | Igor Astapkovich (BLR) 80,40 m                                                                     | Heinz Weis (GER) 78,48 m                                                         |
| Décathlon         | Alain Blondel (FRA) 8 453 pts                                                    | Henrik Dagård (SWE) 8 362 pts                                                                      | Lev Lobodin (UKR) 8 201 pts                                                      |

### Femmes
| Épreuves          | Or                                                                                  | Argent                                                                                              | Bronze                                                                              |
| ----------------- | ----------------------------------------------------------------------------------- | --------------------------------------------------------------------------------------------------- | ----------------------------------------------------------------------------------- |
| 100 m             | Irina Privalova (RUS) 11 s 02                                                       | Zhanna Pintusevich (UKR) 11 s 10                                                                    | Melanie Paschke (GER) 11 s 28                                                       |
| 200 m             | Irina Privalova (RUS) 22 s 32                                                       | Zhanna Pintusevich (UKR) 22 s 77                                                                    | Galina Malchugina (RUS) 22 s 90                                                     |
| 400 m             | Marie-José Pérec (FRA) 50 s 33                                                      | Svetlana Goncharenko (RUS) 51 s 24                                                                  | Phylis Smith (GBR) 51 s 30                                                          |
| 800 m             | Lyubov Gurina (RUS) 1 min 58 s 55                                                   | Natalya Dukhnova (BLR) 1 min 58 s 55                                                                | Lyudmila Rogachova (RUS) 1 min 58 s 69                                              |
| 1 500 m           | Lyudmila Rogachova (RUS) 4 min 18 s 93                                              | Kelly Holmes (GBR) 4 min 19 s 30                                                                    | Yekaterina Podkopayeva (RUS) 4 min 19 s 37                                          |
| 3 000 m           | Sonia O'Sullivan (IRL) 8 min 31 s 84                                                | Yvonne Murray (GBR) 8 min 36 s 48                                                                   | Gabriela Szabo (ROU) 8 min 40 s 08                                                  |
| 10 000 m          | Fernanda Ribeiro (POR) 31 min 08 s 75                                               | Conceição Ferreira (POR) 31 min 32 s 82                                                             | Daria Nauer (SUI) 31 min 35 s 96                                                    |
| Marathon          | Manuela Machado (POR) 2 h 29 min 54 s                                               | Maria Curatolo (ITA) 2 h 30 min 33 s                                                                | Adriana Barbu (ROU) 2 h 30 min 55 s                                                 |
| 100 m haies       | Svetla Dimitrova (BUL) 12 s 72                                                      | Yuliya Graudyn (RUS) 12 s 93                                                                        | Yordanka Donkova (BUL) 12 s 93                                                      |
| 400 m haies       | Sally Gunnell (GBR) 53 s 33                                                         | Silvia Rieger (GER) 54 s 68                                                                         | Anna Knoroz (RUS) 54 s 68                                                           |
| 10 km marche      | Sari Essayah (FIN) 42 min 37 s                                                      | Annarita Sidoti (ITA) 42 min 43 s                                                                   | Yelena Nikolayeva (RUS) 42 min 43 s                                                 |
| 4 × 100 m         | Allemagne Melanie Paschke Silke Knoll Bettina Zipp Silke Lichtenhagen 42 s 90       | Russie Natalya Anisimova Marina Trandenkova Galina Malchugina Irina Privalova 42 s 96               | Bulgarie Desislava Dimitrova Svetla Dimitrova Anelia Nuneva Petya Pendareva 43 s 00 |
| 4 × 400 m         | France Francine Landre Evelyne Élien Viviane Dorsile Marie-José Pérec 3 min 22 s 34 | Russie Natalya Khrushchelyova Yelena Andreyeva Tatyana Zakharova Svetlana Goncharenko 3 min 24 s 06 | Allemagne Karin Janke Heike Meißner Uta Rohländer Anja Rücker 3 min 24 s 10         |
| Saut en hauteur   | Britta Bilac (SVN) 2,00 m                                                           | Yelena Gulyayeva (RUS) 1,96 m                                                                       | Nelė Žilinskienė (LTU) 1,93 m                                                       |
| Saut en longueur  | Heike Drechsler (GER) 7,14 m                                                        | Inessa Kravets (UKR) 6,99 m                                                                         | Fiona May (ITA) 6,90 m                                                              |
| Triple saut       | Anna Biryukova (RUS) 14,89 m                                                        | Inna Lasovskaya (RUS) 14,85 m                                                                       | Inessa Kravets (UKR) 14,67 m                                                        |
| Lancer du poids   | Vita Pavlysh (UKR) 19,61 m                                                          | Astrid Kumbernuss (GER) 19,49 m                                                                     | Svetla Mitkova (BUL) 19,45 m                                                        |
| Lancer du disque  | Ilke Wyludda (GER) 68,72 m                                                          | Elina Zverava (BLR) 64,46 m                                                                         | Mette Bergmann (NOR) 64,34 m                                                        |
| Lancer du javelot | Trine Hattestad (NOR) 68,00 m                                                       | Karen Forkel (GER) 66,10 m                                                                          | Felicia Moldovan (ROU) 64,34 m                                                      |
| Heptathlon        | Sabine Braun (GER) 6 419 pts                                                        | Rita Ináncsi (HUN) 6 404 pts                                                                        | Urszula Włodarczyk (POL) 6 322 pts                                                  |

## Tableau des médailles
| Rang | Nation      | Or | Argent | Bronze | Total |
| ---- | ----------- | -- | ------ | ------ | ----- |
| 1    | Russie      | 10 | 8      | 7      | 25    |
| 2    | Royaume-Uni | 6  | 5      | 2      | 13    |
| 3    | Allemagne   | 5  | 4      | 5      | 14    |
| 4    | France      | 4  | 3      | 2      | 9     |
| 5    | Ukraine     | 3  | 6      | 3      | 12    |
| 6    | Espagne     | 3  | 2      | 4      | 9     |
| 7    | Norvège     | 3  | 2      | 1      | 6     |
| 8    | Italie      | 2  | 3      | 3      | 8     |
| 9    | Portugal    | 2  | 1      | 0      | 3     |
| 10   | Bulgarie    | 2  | 0      | 3      | 5     |
| 11   | Biélorussie | 1  | 4      | 0      | 5     |
| 12   | Finlande    | 1  | 1      | 0      | 2     |
| 13   | Irlande     | 1  | 0      | 0      | 1     |
| 13   | Slovénie    | 1  | 0      | 0      | 1     |
| 15   | Suède       | 0  | 2      | 0      | 2     |
| 16   | Belgique    | 0  | 1      | 2      | 3     |
| 17   | Pologne     | 0  | 1      | 1      | 2     |
| 17   | Tchéquie    | 0  | 1      | 1      | 2     |
| 19   | Hongrie     | 0  | 1      | 0      | 1     |
| 20   | Roumanie    | 0  | 0      | 3      | 3     |
| 21   | Suisse      | 0  | 0      | 2      | 2     |
| 22   | Lettonie    | 0  | 0      | 1      | 1     |
| 22   | Lituanie    | 0  | 0      | 1      | 1     |
| 22   | Grèce       | 0  | 0      | 1      | 1     |
| 22   | Croatie     | 0  | 0      | 1      | 1     |
|      |             | 44 | 45     | 43     | 132   |